# (33773) 1999 RL145
1999 RL145 (asteroide 33773) é um asteroide da cintura principal. Possui uma excentricidade de 0.25020460 e uma inclinação de 10.57731º.
Este asteroide foi descoberto no dia 9 de setembro de 1999 por LINEAR em Socorro.